# 成之庄
30°09′58″N 121°03′22″E / 30.166172°N 121.056138°E
成之庄是中国浙江省余姚市一处古建筑，位于泗门镇西大街社区望安路14号，是浙东地区现存最大，保存最完整的地主庄园。成之庄建于清同治二年（1863年），占地面积3500平方米，坐北朝南，轴线依次有门厅、仪门、主楼、后罩屋，东西设有厢房，东厢房后有平屋11间，西厢房后有平屋7间。
2017年，成之庄成为浙江省文物保护单位。